# Mielencéfalo

Esquema de las subdivisiones cerebrales del embrión; el mielencèfalo es la parte verde.

El mielencéfalo es la primera vesícula del encéfalo en el sistema nervioso embrionario, originada por el rombencéfalo, o cerebro primitivo posterior, y que posteriormente dará lugar al bulbo raquídeo. 
Alrededor de la quinta semana de gestación el rombencéfalo se divide y da lugar al mielencéfalo y al metencéfalo. Al final de la octava y principios de la novena semana de gestación estas vesículas formarán el bulbo raquídeo por el mielencéfalo, y el cerebelo y puente de varolio por el metencéfalo.
A la altura del cerebro o de la médula se designan las paredes laterales engrosadas con el nombre de placas laterales; la pared delgada dorsal, con el de la placa del techo; y la capa delgada ventral, con el de placa del piso.
Así el lumen, que originariamente tenía un aspecto de hendidura, se agranda para formar la porción caudal del cuarto ventrículo. En este proceso, la placa del techo se extiende y adelgaza ampliamente. Frecuentemente se le llama tela coroidea del cuarto ventrículo por estar comprendida en la formación del plexo coroideo posterior.
El surco limitante, que en la médula era una línea de demarcación entre la región sensorial de la placa alar y la región motriz de la placa basal se continua en el mielencefalo. Está claramente marcado en los estadios tempranos y, aunque más tarde se enmascara en ambas regiones debido al crecimiento de masas nucleares subyacentes, permanece como una línea de demarcación valiosa para delimitar centros motores y sensoriales.
Forma los nervios craneales IX, X, XI, XII (glosofaríngeo, vago, accesorio e hipogloso mayor).